# Triumphkreuz

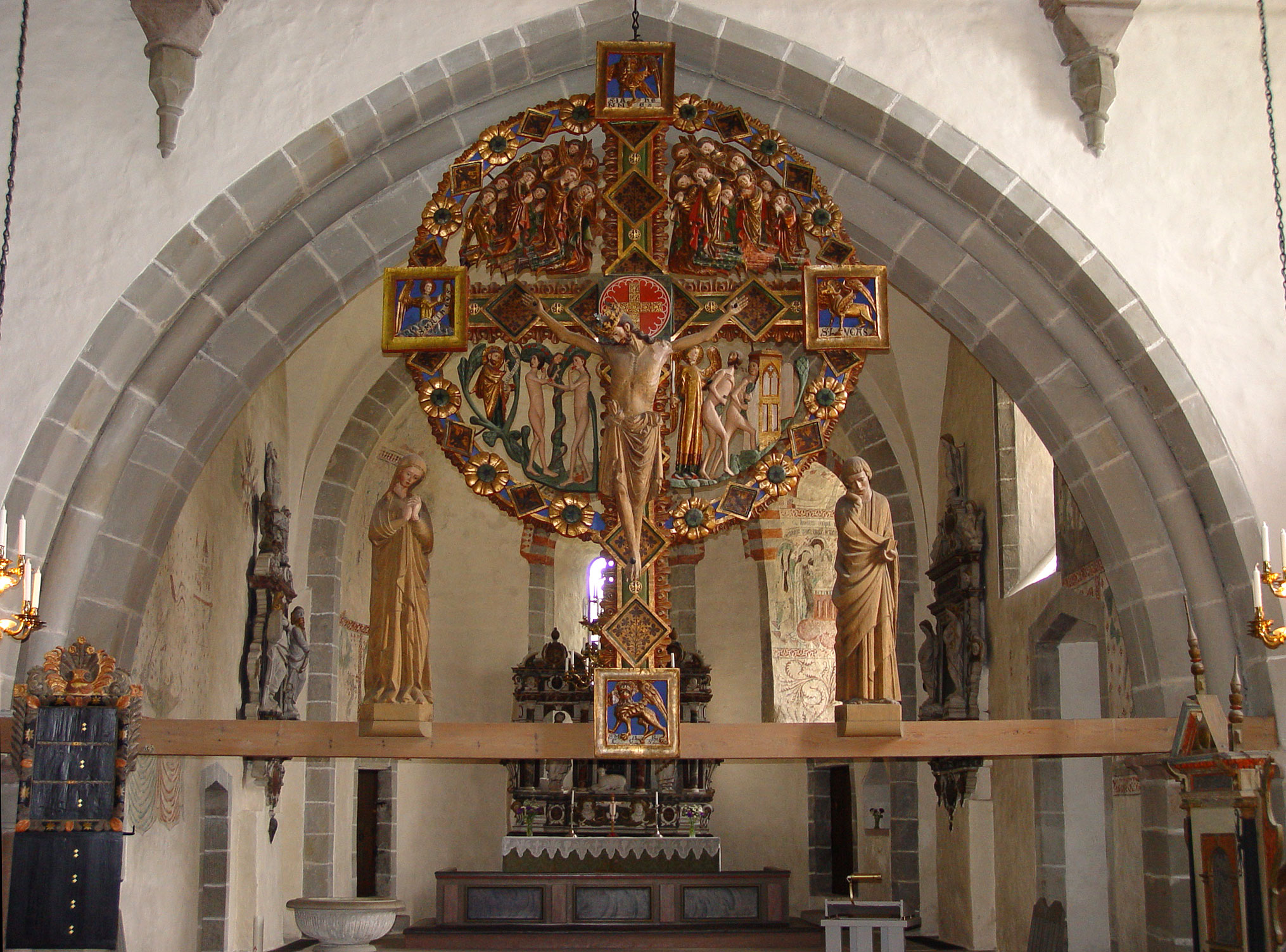
Triumphkreuz mit Maria (links) und Johannes als Assistenzfiguren in der Kirche von Öja

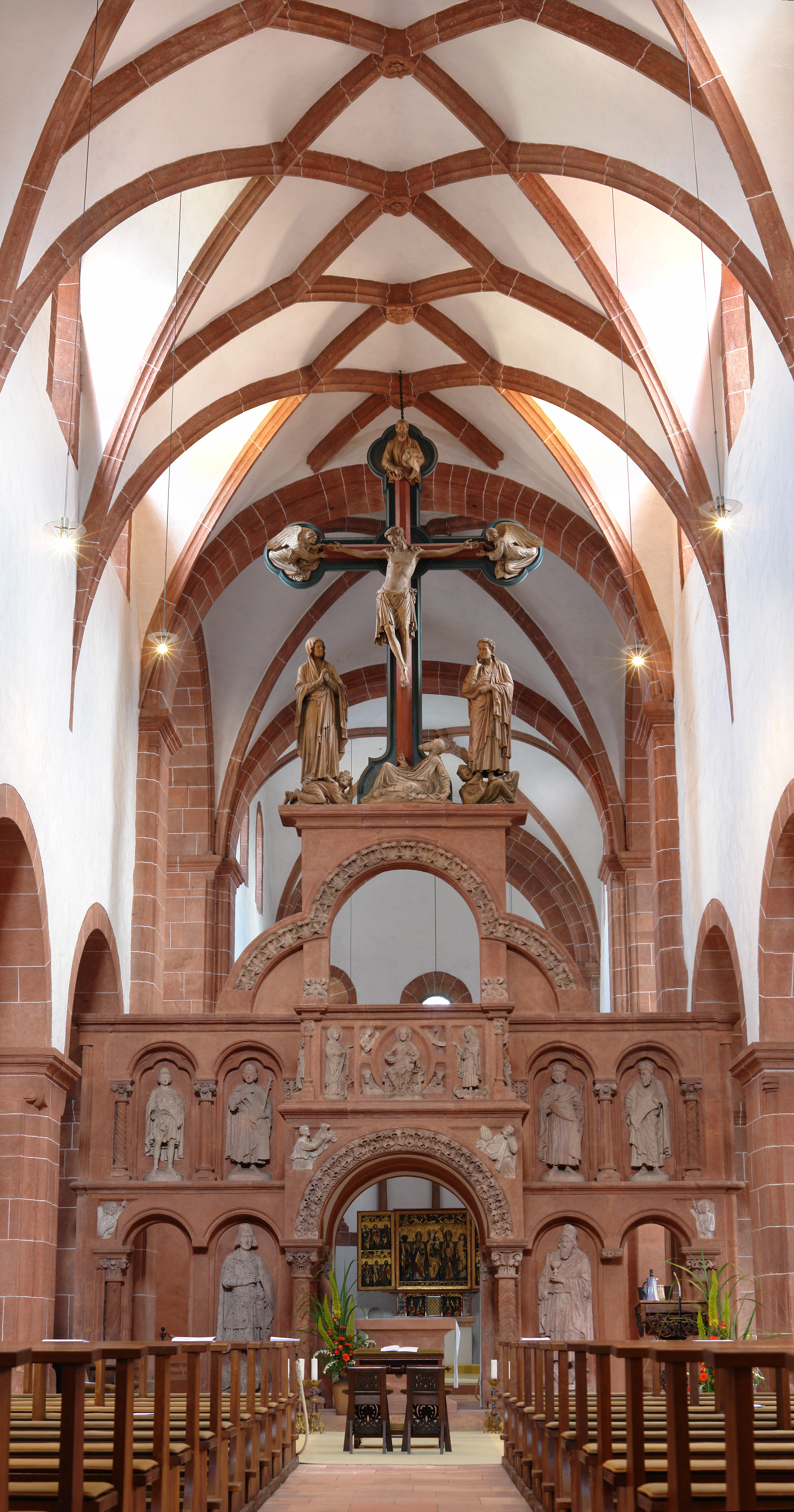
Lettner mit Triumphkreuz in der Klosterkirche von Wechselburg in Sachsen

Ein Triumphkreuz (lat. crux triumphalis), regional (österreichisch) auch Fronbogenkreuz genannt, ist ein monumentales Kruzifix, das zur Ausstattung mittelalterlicher Kirchen gehörte, wo es, oft von weiteren Figuren begleitet, in hoher Position vor dem Chor angebracht wurde. Der Begriff verweist auf den Triumph des auferstandenen Christus (Christus triumphans) über den Tod.

## Geschichte
Hugo von St. Viktor, ein aus Sachsen stammender Theologe, beschrieb in der ersten Hälfte des 12. Jahrhunderts erstmals, dass man in der Mitte der Kirche gewöhnlich eine crux triumphalis, ein Triumphkreuz, errichtete. Dem entspricht, dass die ersten monumentalen Kreuzigungsgruppen um die Mitte des 12. Jahrhunderts auftauchen.
Aus dem Hochmittelalter sind auch silbervergoldete Triumphkreuze bekannt (Freiburg, Zürich).
Der ursprüngliche Ort des Triumphkreuzes ist die Grenze zwischen Chor (Presbyterium) und Kirchenschiff (Laienkirche). Dort hängt es unter dem Triumphbogen, dem Eingangsbogen des Chors, oder steht an gleicher Stelle auf einem Querbalken.
Wird der Chor durch einen Lettner vom Kirchenraum getrennt, steht das Triumphkreuz auf diesem. Unter dem Triumphkreuz befindet sich häufig der Kreuzaltar.
Nach dem Ende des Mittelalters verliert sich die zuvor überragende Bedeutung dieses Bildtyps, wie ja auch die mit ihm oft gekoppelten Lettner in den evangelischen Kirchen mit der Reformation und in der römisch-katholischen Kirche seit dem Konzil von Trient aus den Kirchen verschwinden.

## Wandel des Christusbildes
In der Romanik wurde der gekreuzigte Christus als Herrscher und Richter dargestellt. Statt einer Dornenkrone trägt er eine Königskrone oder eine Gloriole, an den Füßen trägt er „Schuhe“ als Zeichen des Herrschers. Er ist Sieger über den Tod, hängt also nicht am Kreuz, sondern steht mit offenen Augen frontal dem Betrachter gegenüber, seine Füße stehen parallel nebeneinander auf dem Suppedaneum (Viernageltyp) und nicht aufeinander. Das Lendentuch ist stark stilisiert und fällt in senkrechten Falten.

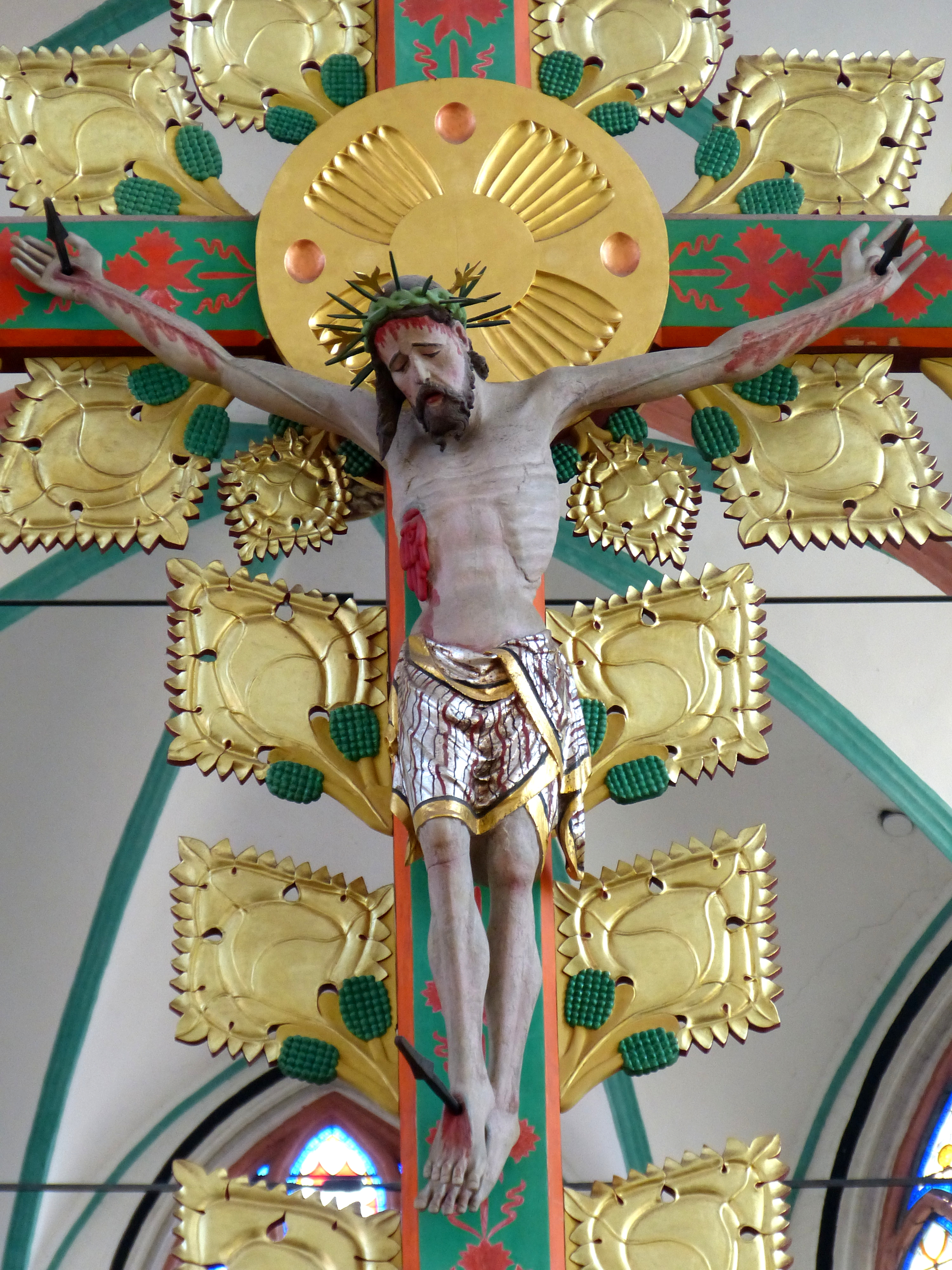
Triumphkreuz im Schweriner Dom (früher in der Wismarer Marienkirche)

Beim Übergang zur Gotik wird aus dem triumphierenden der leidende Christus, der mitleiderregende Schmerzensmann. Die Herrscherkrone wird durch die Dornenkrone ersetzt, die Füße stehen ab etwa 1220 (in Italien ab etwa 1275) übereinander und sind mit nur einem Nagel durchbohrt. Gesichtsausdruck und Körperhaltung drücken seinen Schmerz aus. Die Verwundungen des Körpers werden oft drastisch dargestellt. Diese Leidensmerkmale werden im 14. Jahrhundert noch gesteigert, erreichen aber nicht die Expressivität der Gabelkruzifixe, die im Gegensatz zum repräsentativen Triumphkreuz mehr der privaten Andacht dienten. Auch die Assistenzfiguren Maria und Johannes zeigen Zeichen des Schmerzes.
Auch wenn die Darstellung des Leidens dominiert, wird das Element des Triumphes gelegentlich durch die Darstellung des Kreuzes als Baum des Lebens oder Weinstock symbolisiert, aus dem Zweige, Blätter oder Trauben wachsen wie z. B. aus dem Triumphkreuz der Schweriner Doms von 1420.

## Triumphkreuzgruppen
Ein Triumphkreuz kann von weiteren Figuren begleitet werden, die Gruppe steht dann auf einem Lettneraufbau oder einem Balken. Gelegentlich ist auch dieser Träger mit weiteren Figuren, zum Beispiel Aposteln geschmückt. Als monumentale Personen kommen Maria und Johannes, der „Lieblingsjünger“, in Frage (in Anlehnung an Joh 19,25–27 , vgl. die Parallelen in den synoptischen Evangelien Mt 27,25f , Mk 15,40f  und Lk 23,49 ), aber auch Apostel, Engel und Stifter. Manches monumentale Kruzifix des Mittelalters, das seine Begleitfiguren verloren hat und an anderen Ort (innerhalb der Kirche) verbracht wurde, wird als Triumphkreuz gedient haben; ebenso stammt so manche einsam trauernde Maria-und-Johannes-Gruppe ursprünglich aus diesem ikonographischen Zusammenhang. Einige typische Figurenprogramme sind folgend exemplarisch angeführt:
- Das Triumphkreuz über dem Lettner im Dom zu Halberstadt (um 1230) ist nicht nur von Maria und Johannes, sondern auch noch von zwei Cherubim flankiert.
- Beim Triumphkreuz in der Klosterkirche zu Wechselburg (um 1230/35) ist die erweiterte Figurengruppe zum Figurenprogramm des Lettners in Bezug gesetzt.
- Das Triumphkreuz in der Stiftskirche Bücken (um 1220 bis 1270) steht auf einem Apostelbalken, der Gekreuzigte  wird von Maria und Johannes, die auf Personifikationen des Juden bzw. Heidentums stehen, sowie zwei Heiligen Bischöfen begleitet, an den Kreuzenden oben Gottvater, seitlich Engel, unten die drei Frauen am Grabe.
- In elaboriertestem ikonographischem Zusammenhang stehen im Doberaner Münster das große Triumphkreuz und ein darauf bezogenes Kreuzaltarretabel (um 1368) über den Chorschranken, die ehemals die Bereiche der Mönche und Konversen der Klosterkirche trennten.
- Das Triumphkreuz in der Kirche von Öja/Gotland vom Ende des 13. Jahrhunderts, flankiert von Maria und Johannes, hat die seltene Form eines Scheibenkreuzes, in dessen Rund Szenen aus der Heilsgeschichte dargestellt sind.
- Das Triumphkreuz im Schweriner Dom, um 1420, wird ebenfalls von Maria und Johannes flankiert. Am Ende der Kreuzesbalken, aus denen Blätter sprießen und so das Holz in den Lebensbaum verwandeln, sind die Evangelistensymbole zu sehen.
- Das 1477 errichtete Triumphkreuz im Lübecker Dom von Bernt Notke, die vielleicht bedeutendste spätgotische Triumphkreuzgruppe, erweitert die Reihe der Trauernden um den stiftenden Bischof und die Maria Magdalena.

## Regionale Besonderheiten
Das östliche Deutschland spielt für die frühe Entwicklung des Bildtyps offensichtlich eine besondere Rolle. 
Vermutlich angeregt von dem singulären Soester Scheibenkreuz (um 1210) und formal verwandt mit den steinernen Hochkreuzen auf den britischen Inseln sind die 26 großen Scheiben- und Ringkreuze in gotländischen Landkirchen wie
Alskog, Alva, Ekeby, Hemse, Linde, Öja, Väte und Stenkumla. Unter ihnen ragt das von Öja heraus, auch die in Hamra, Fröjel, Fide, Stänga und das größte seiner Art in Lau sind zu nennen. In Eskelhem und Klinte sind es tatsächlich Scheiben, in allen anderen Fällen handelt es sich um Ringkreuze.
Italien kennt zwar auch geschnitzte Holzkruzifixe, doch herrscht hier in der Funktion des Triumphkreuzes die gemalte Kreuztafel vor. Die wenigen geschnitzten Triumphkreuze des 12. Jahrhunderts in Italien entstanden wohl unter deutschem oder französischem Einfluss.
Aus England ist kein frühes Triumphkreuz erhalten, doch ist für Canterbury bereits um 1077 die Existenz eines solchen nachgewiesen. Auch in Frankreich haben sich, ebenfalls konfessionsgeschichtlich bedingt, nur wenig Triumphkreuze erhalten.
In Deutschland sind gemalte Triumphkreuze selten (St. Georg (Loccum), Zisterzienserabtei Pforta), sie stammen aus dem 13. Jahrhundert.

## Repräsentative Beispiele

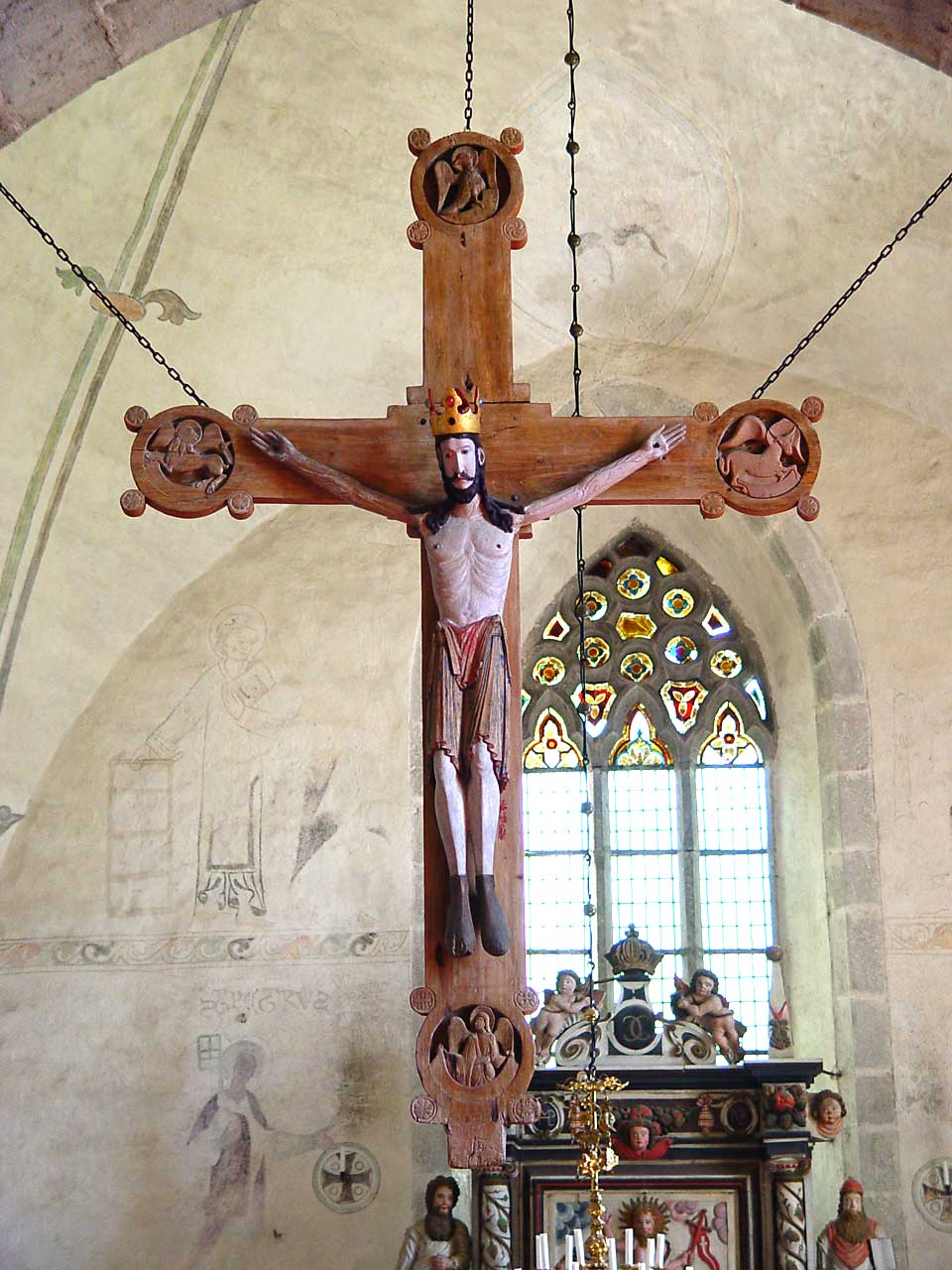
Das 800 Jahre alte Kreuz der Kirche von Stenkumla auf Gotland zeigt die Entstehung des Namens (Christus triumphans): der Gekreuzigten trägt „Schuhe“ und Krone.
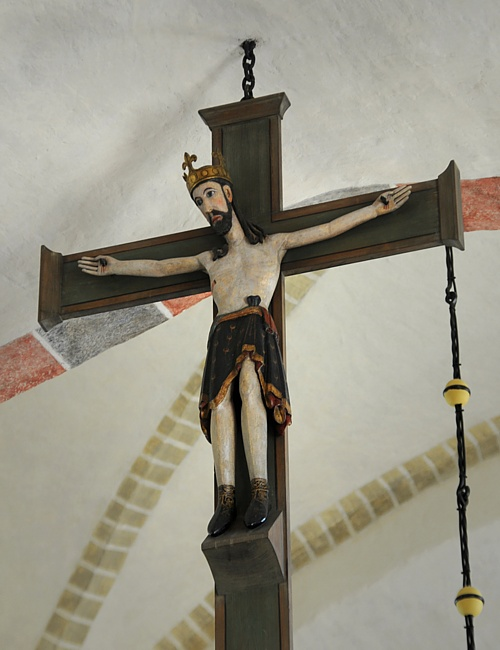
Kreuz aus der Kirche von Linde auf Gotland (heute im Museum in Stockholm) zeigt auch die Herrscher-Kennzeichen und lässt den Namen verstehen
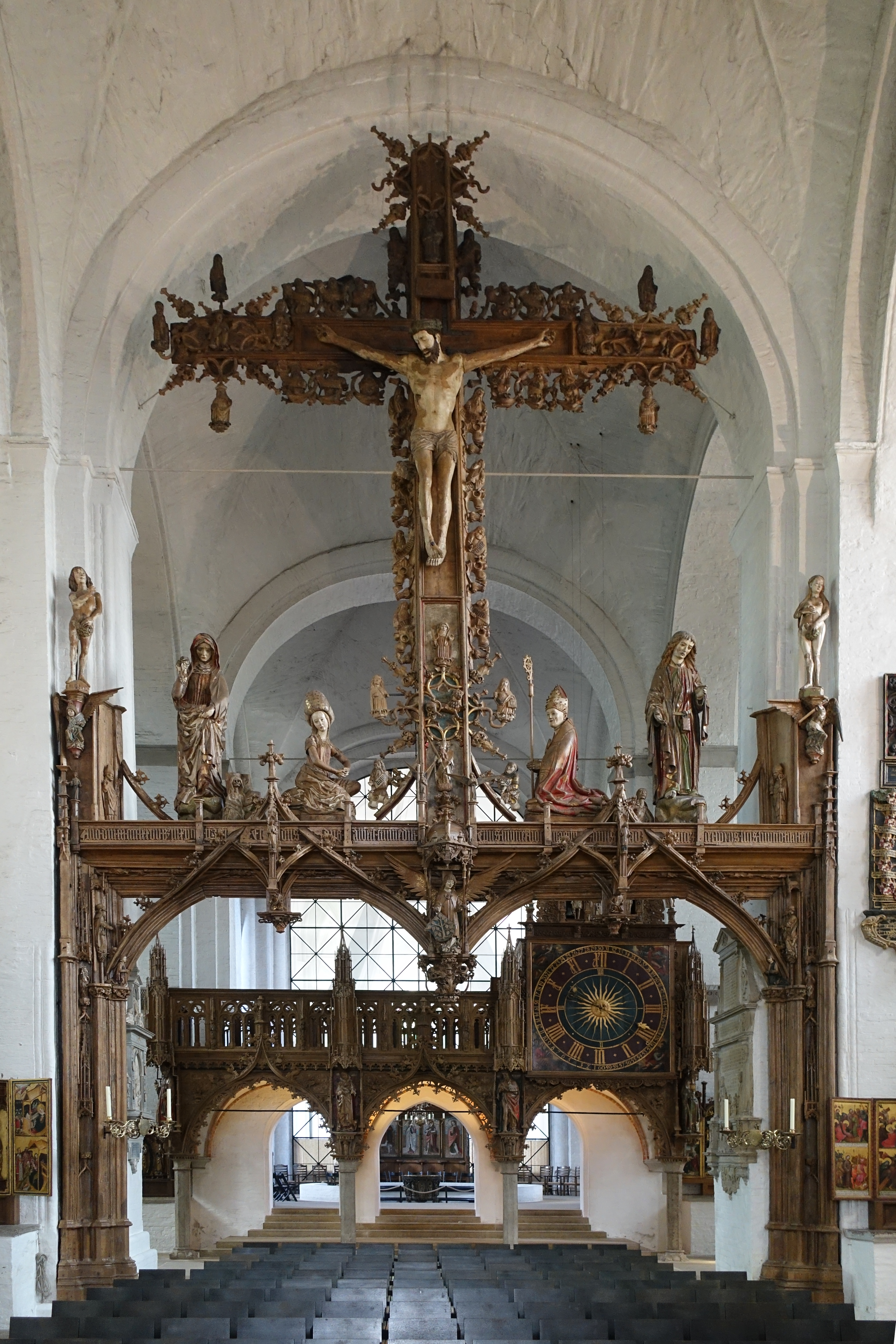
Triumphkreuz von Notke im Lübecker Dom (1470)
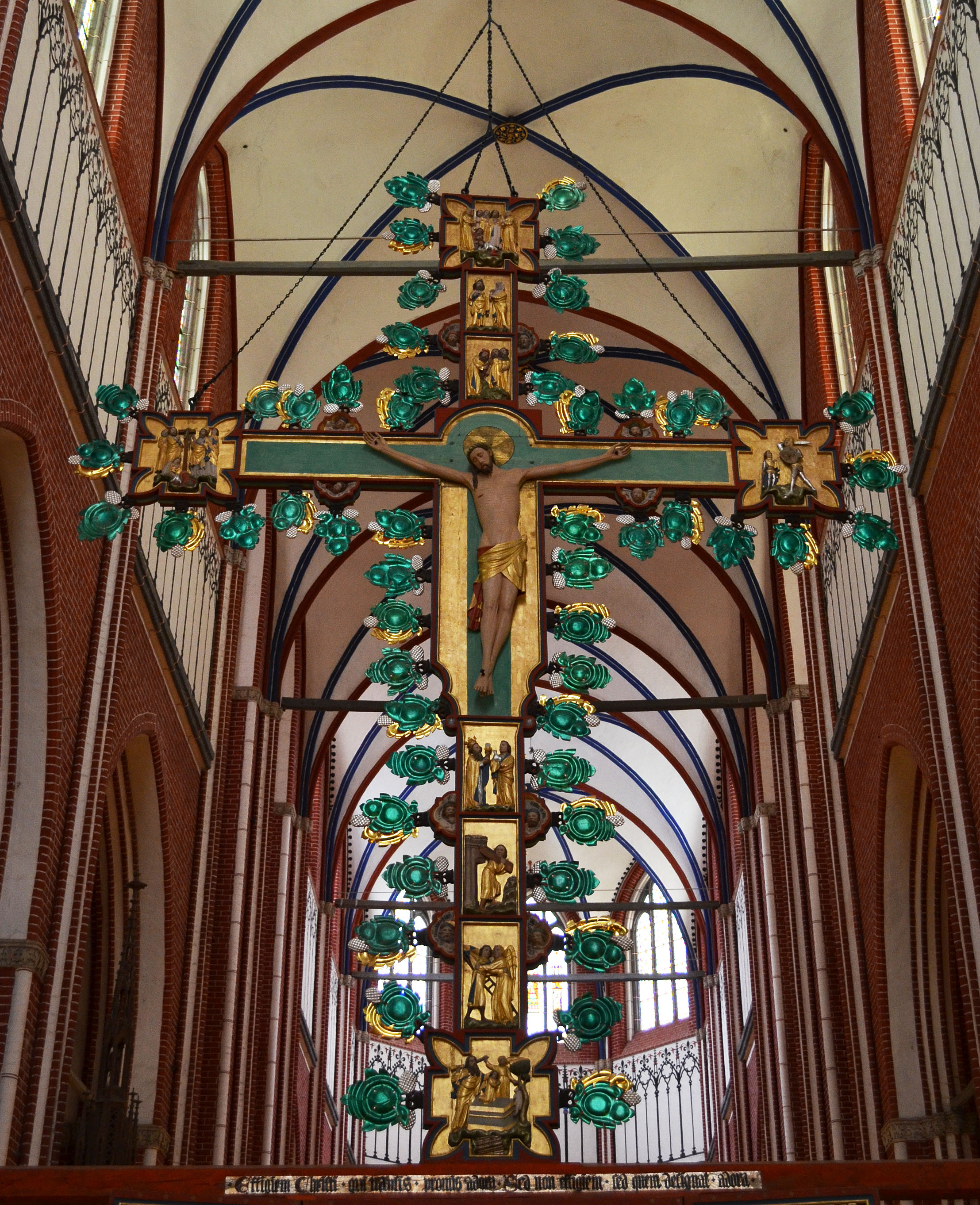
Triumphkreuz (Christusseite) im Doberaner Münster
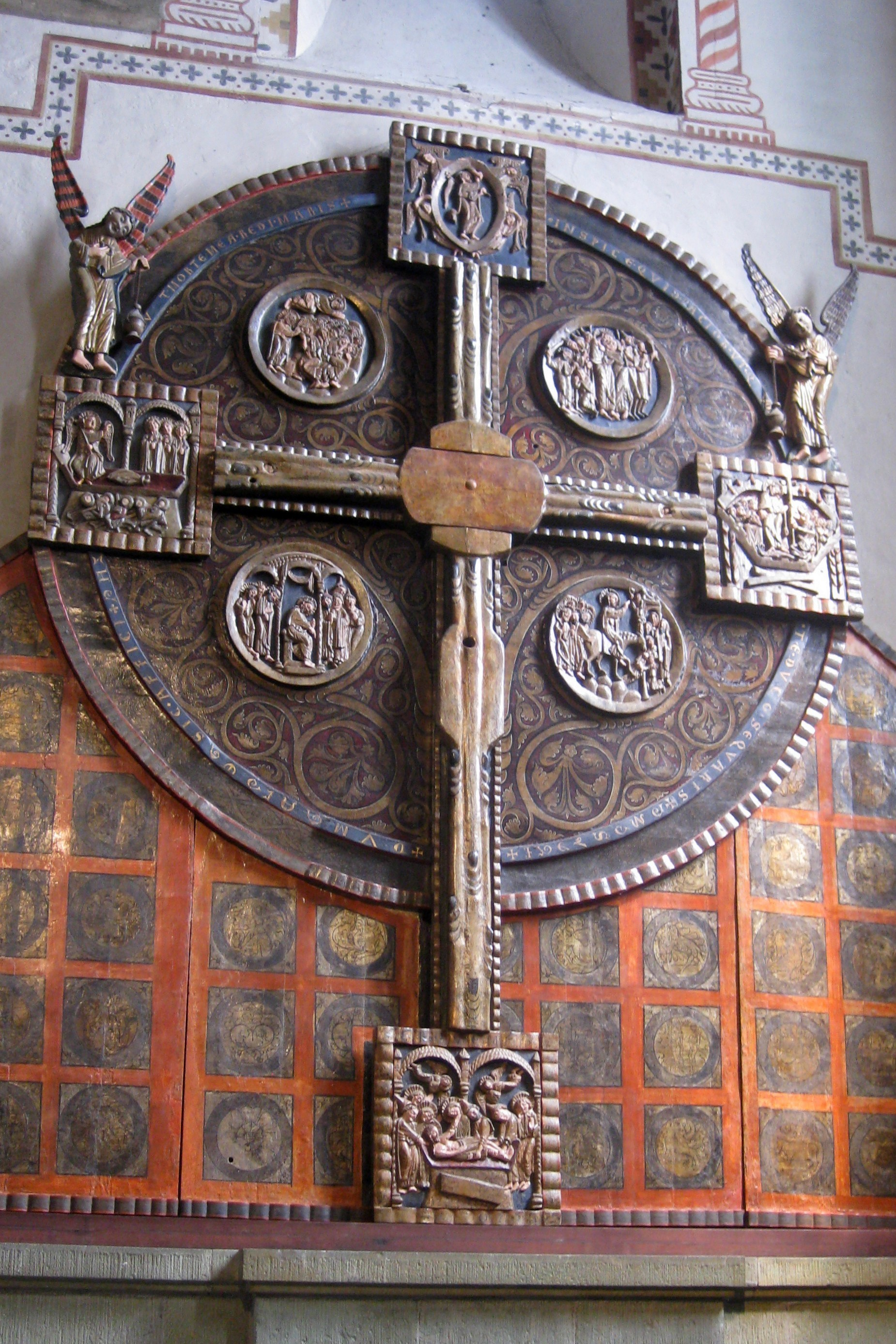
Scheibenkreuz in der Hohnekirche Soest (um 1200)
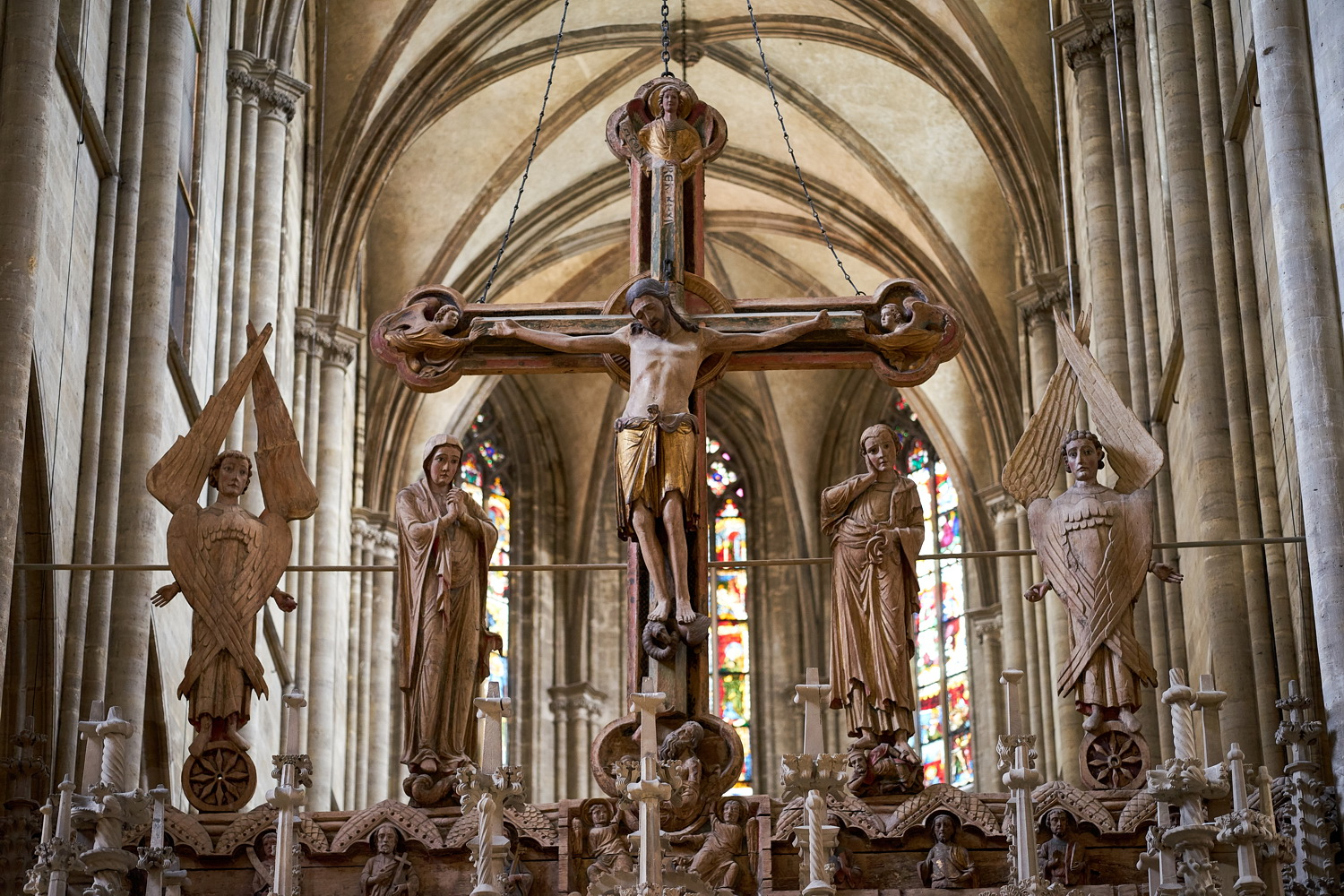
Umfassend erhaltene Triumphkreuzgruppe mit originaler Fassung sich im Dom zu Halberstadt (um 1220). Den Gekreuzigten umgeben die trauernden Maria und Johannes sowie Cherubim auf Feuerrädern. Im Fußbalken die Halbfiguren der Propheten (Chorseite) und Apostel (Langhausseite).
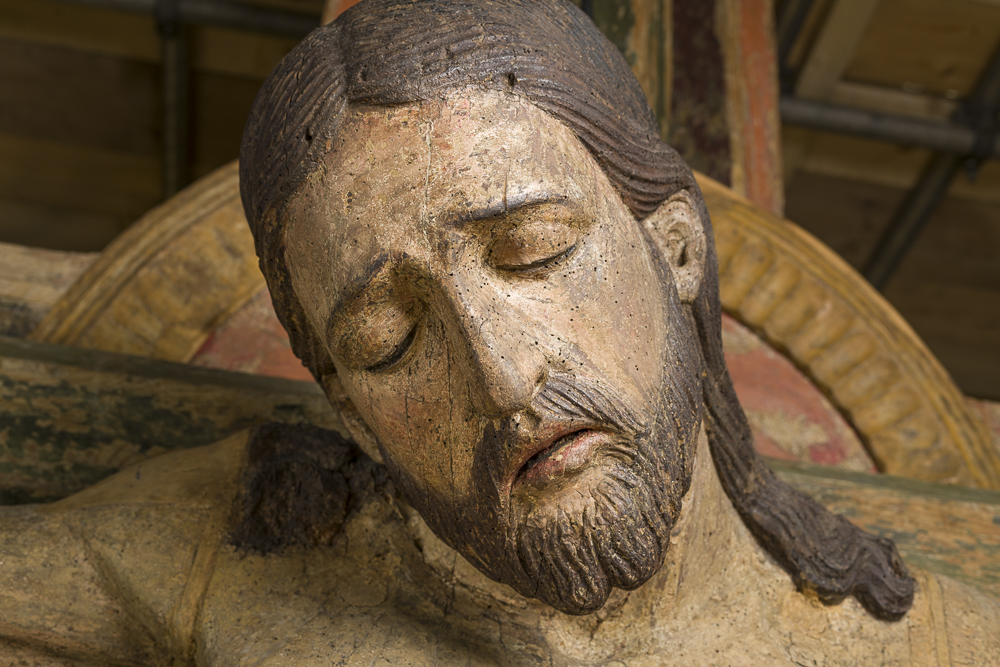
Kopf Christi aus der Triumphkreuzgruppe im Dom zu Halberstadt, um 1220. Originale Fassung.
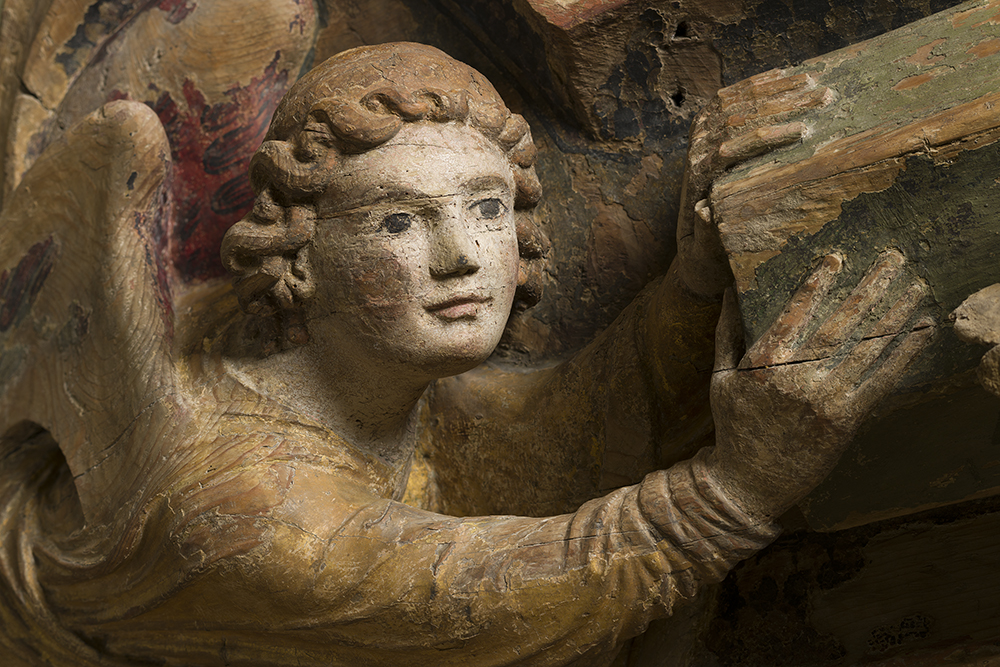
Engel aus der Triumphkreuzgruppe im Dom zu Halberstadt, um 1220.
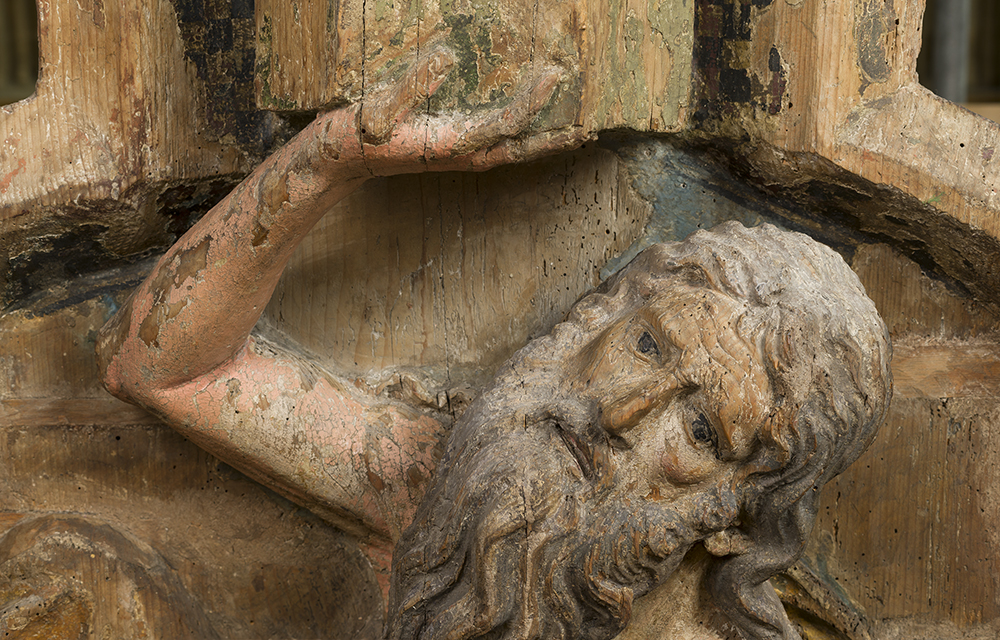
Stammvater Adam, das Kreuz stützend. Detail aus der Triumphkreuzgruppe im Dom zu Halberstadt, um 1220.

### Deutschland
- Gerokreuz im Kölner Dom

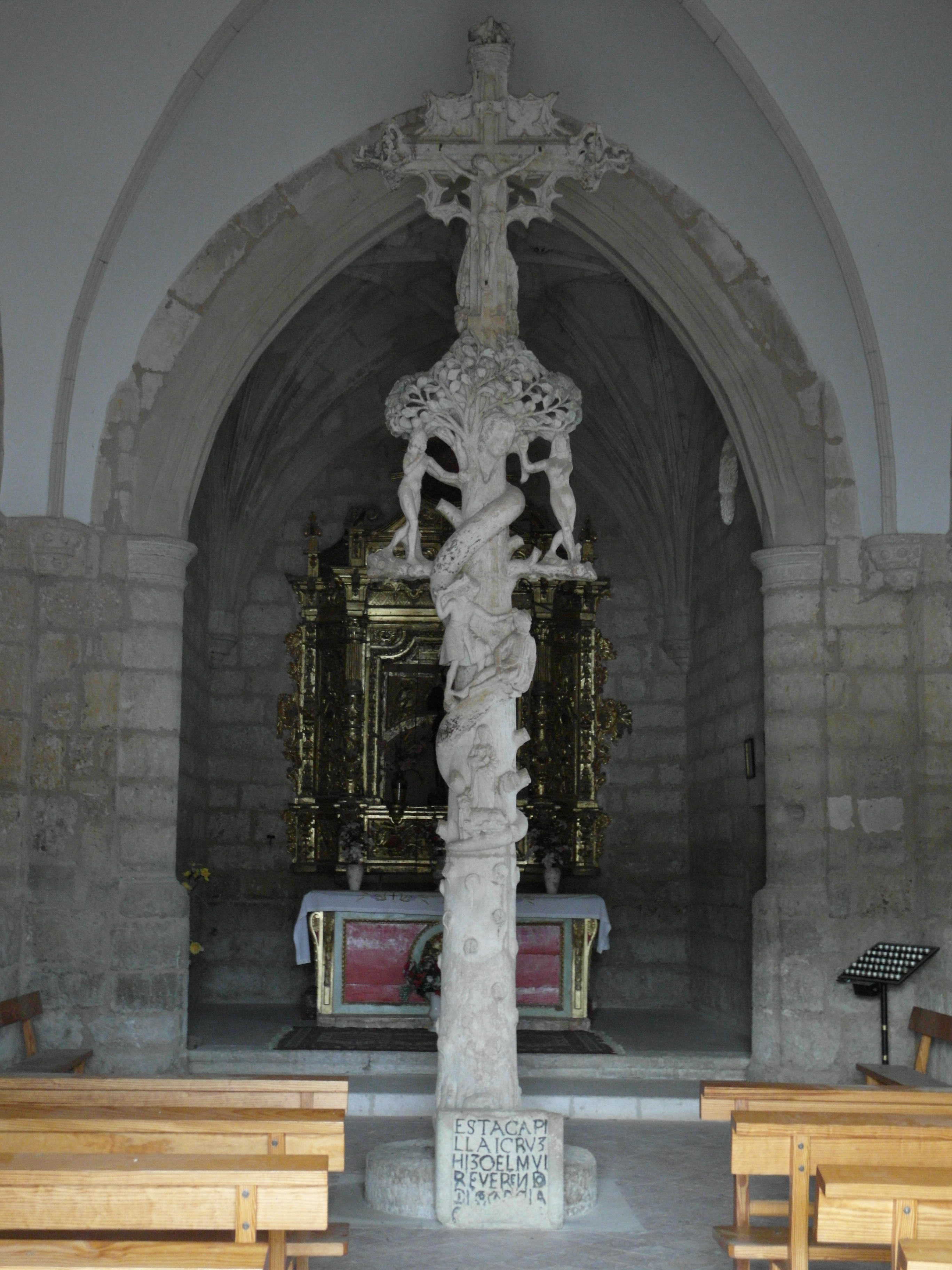
Triumphkreuz in der Einsiedlerkapelle Ermita del Humilladero in Sasamón, Spanien (1504)

- das ottonische Kreuz in der Stiftskirche St. Peter und Alexander in Aschaffenburg
- das Helmstedter Kreuz in der Schatzkammer der Abtei Werden
- das Triumphkreuz im Lübecker Dom aus der Werkstatt von Bernt Notke, 1477, Höhe 17 m
- in der Katharinenkirche (Lübeck), um 1450, siehe auch Meister der lübeckischen Triumphkruzifixe
- in der Christuskirche Flensburg-Mürwik, ein großes Kruzifix aus dem 16. Jahrhundert über dem Altar
- im Doberaner Münster
- im Freiberger Dom, Kreuzigungsgruppe genannt (um 1225)
- in St. Gabriel, Haseldorf
- im Dom zu Halberstadt, um 1220
- im Havelberger Dom, 1270/80
- in St. Maria zur Höhe, sog. Scheibenkreuz, in Soest
- in St. Marien und im Dom St. Peter von Osnabrück
- im Naumburger Dom
- in der St. Nicolai in Alfeld (Leine), um 1250
- in der St.-Severus-Kirche in Boppard, um 1220/30
- im Schweriner Dom (aus der Wismarer Marienkirche)
- in Dinslaken, St. Vincentius, um 1310
- im Kloster Wechselburg, Basilika Hl. Kreuz
- in Dortmund, Stadtkirche St. Reinoldi (Dortmund)
- in Itzehoe, Stadtkirche St. Laurentii[10]
- in Stendal, St. Marien[11] um 1380/90[12], St. Jacobi[11] und St. Petri um 1400[13]

### Frankreich
- in Peisey-Nancroix, La Trinité (Peisey)

### Spanien
- Triumphkreuz in der Einsiedlerkapelle Ermita del Humilladero (oder Ermita de San Isidro) in Sasamón